# The Secret of the Swamp
The Secret of the Swamp er en amerikansk stumfilm fra 1916 af Lynn Reynolds.

## Medvirkende
- George Hernandez som Major Burke.
- Myrtle Gonzalez som Emily Burke.
- Fred Church som Allan Waite.
- Frank MacQuarrie som Diakon Todd.
- Val Paul som Chet Wells.